# アンリ・ソーゲ
アンリ・ソーゲ（Henri Sauguet, 1901年5月18日 ボルドー - 1989年6月22日 パリ）は、フランスの作曲家。本名はアンリ＝ピエール・プパール（Henri-Pierre Poupart）といったが、筆名として母エリザベトの旧姓を用いた。

## 略歴
5歳のとき、母親の手ほどきでピアノを始める。その後ボルドーのサント＝ウラリー教会のオルガニスト、ルロー夫人に師事し、宗教曲やオルガン曲の影響を受ける。
1919年から1920年までモントーバンに勤め、この時に『オーヴェルニュの歌』の収集者として知られるジョゼフ・カントルーブと親交を結んだ。
ボルドーに戻って、ルイ・エミエやジャン＝マルセル・リゾットと「三人組」（Groupe des Trois）を結成し、1920年12月12日に最初の演奏会を行う。この演奏会では、「フランス六人組」の作品に始まり、エリック・サティの作品に続いて、「三人組」自身の作品が演奏された。ソーゲは自作の『黒人の踊り』（Danse nègre）と『ピアノのためのパストラル』（Pastorale pour piano）を演奏した。

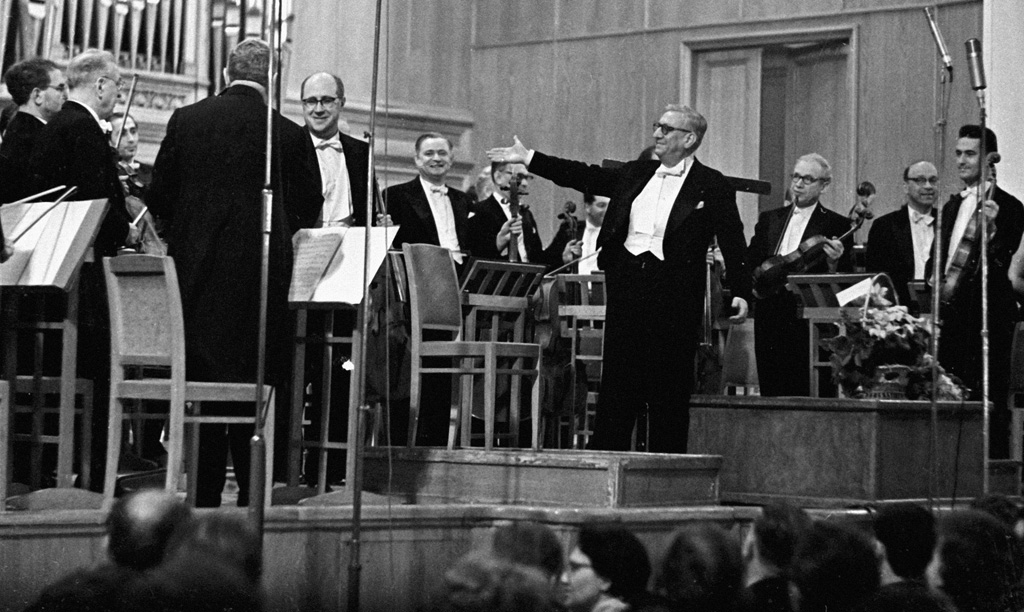
アンリ・ソーゲ（右から4人目）とチェリストのムスティスラフ・ロストロポーヴィチ（左から4人目）、モスクワ音楽院大ホールにて、1964年。

1921年10月に、ダリユス・ミヨーに励まされ、ソーゲはパリで、ギメ美術館に務めるかたわら、シャルル・ケクランに師事した。1923年に、アンリ・ポール＝プレイエルやロジェ・デゾルミエール、マクシム・ジャコブらとともに「アルクイユ楽派」（Ecole d'Arcueil）を結成し、エリック・サティに支持されて、1923年10月25日に最初の演奏会をシャンゼリゼ劇場で行う。
ソーゲは特にバレエ音楽を多数書いたことで知られる。1927年に書いたイソップ物語にもとづく1幕のバレエ『牝猫』(La Chatte) はジョージ・バランシンの振り付けでバレエ・リュスによって公演され、男性主役をセルジュ・リファール、牝猫をオリガ・スペシフツェワがつとめた。彼の書いた26曲のバレエ音楽のうちもっとも有名な作品は1945年にローラン・プティのバレエ団のために書いた『旅芸人』(Les Forains) である。ほかにスタンダール『パルムの僧院』のオペラ版 (La Chartreuse de Parme) や映画音楽の作曲でも知られる。
ソーゲの作風は友人であったサティ、プーランク、ミヨーらを踏襲するものと考えられているが、その一方で交響曲第1番のようなより真剣で大規模な管弦楽作品も作曲しており、その第3楽章にはショスタコーヴィチの影響が見られる:25。
ソーゲは長期にわたって舞台美術家のジャック・デュポンと愛人関係にあり、デュポンの死後に書かれた弦楽四重奏曲第3番は死別の悲しみが主題になっている。
1974年にミヨーが没した後、彼の後継者として芸術アカデミーの会員に選出された:26。
1989年に他界し、パリのモンマルトル墓地のデュポンと同じ墓に埋葬された。

## 主要作品

### 歌劇
- コントラバス La Contrebasse （1930年）（チェーホフ『コントラバス物語』に基づく喜劇オペラ）
- パルムの僧院 La Chartreuse de Parme （1939年初演）
- マリアンヌの気まぐれ Les Caprices de Marianne （1954年）（ミュッセの同名の作品に基づく）

### バレエ
- 牝猫 La Chatte （1927年）
- ダヴィデ David （1928年）
- 夜 La Nuit （1929年）
- レ・ミラージュ Les Mirages （1943年）
- 旅芸人 Les Forains （1945年）
- 四季 Les Saisons （1951年）
- 椿姫 La Dame aux camélias （1957年）
- パリ Pâris （1964年）

### 交響曲
- 山の交響曲 Symphonie de la montagne （1944年）
- 贖罪交響曲（交響曲第1番）Symphonie expiatoire （1945年） （戦争の犠牲者の追悼のための作品）
- 寓話交響曲『四季』(交響曲第2番) Symphonie allégorique « Les Saisons » （1949年） （もともとラジオ番組用に作曲され、後にバレエ音楽と交響曲に編曲された[8]。合唱つき）
- 交響曲第3番『I.N.R.』 （1955年）（ベルギーの国立放送協会(INR)交響楽団の依頼で作曲され、3つの楽章の副題のイニシャルを並べると「INR」になる[8]）
- 交響曲第4番『第3世代』 （1971年）（副題の「troisième âge」とは人生を青年・壮年・老年に分けた場合の3番目の時代（老年期）を意味する。自身の70歳記念のために書かれた）

### 管弦楽曲
- 水夫の踊り Danse de matelots （1923年）
- 組曲『パリの風景』 Tableaux de Paris（1950年）
- 3つのユリ Les 3 lys （1954年）
- 交響的行進曲 Symphonie des marches （1966年）
- 9月 Septembre （1986年）
- カンプラの主題による変奏曲 Variation sur un thème de Campra （1952年） （合作『カンプラの花飾り』 (La Guirlande de Campra) 中の1曲）

### 協奏曲・協奏的作品
- ピアノ協奏曲第1番 （1934年）
- ピアノ協奏曲第2番 （1948年）
- ピアノ協奏曲第3番 （1961年 - 1963年）
- ヴァイオリン協奏曲 Concerto d'Orphee （1953年）
- 協奏的メロディ Mélodie concertante （1963年）（チェロ協奏曲）
- 庭の協奏曲 The Garden's Concerto （1970年）（ハーモニカ（またはオーボエ）と室内管弦楽のための協奏曲、ハーモニカ奏者クロード・ガーデンのために書かれた）
- 木漏れ日 Reflets sur feuilles （1979年） （ハープ・ピアノ・打楽器と管弦楽のための音楽）